# Phituckchai Limraksa
Phituckchai Limraksa (thailändisch พิทักษ์ชัย ลิ้มรักษา, * 27. März 1997) ist ein thailändischer Fußballspieler.

## Karriere
Phituckchai Limraksa erlernte das Fußballspielen in der College Mannschaft des Assumption College in Thonburi. Seinen ersten Vertrag unterschrieb er 2018 beim Erstligisten Muangthong United. Der Verein aus Pak Kret, einem nördlichen Vorort der Hauptstadt Bangkok, spielte in  der ersten Liga, der Thai League. Die Saison 2018 wurde er an den Udon Thani FC ausgeliehen. Mit dem Club aus Udon Thani spielte er in der zweiten Liga, der Thai League 2. Die Rückserie 2019 erfolgte eine Ausleihe an den Ligakonkurrenten Trat FC nach Trat. Für Trat absolvierte er zwei Erstligaspiele. 2020 wechselte er ebenfalls auf Leihbasis zu seinem ehemaligen Club Udon Thani. Für den Verein absolvierte er sieben Zweitligaspiele. Anfang 2021 kehrte er zu SCG zurück. Im Juni 2021 wurde er erneut an den Trat FC verliehen. Für Trat stand er 24-mal in der zweiten Liga auf dem Spielfeld. Ende Mai 2022 kehrte er zu Muangthong zurück. Nach Vertragsende bei Muangthong unterschrieb er im Juni 2022 einen Vertrag beim Zweitligisten Kasetsart FC. Für den Bangkoker Verein bestritt er fünf Zweitligaspiele. Im Dezember 2022 wurde sein Vertrag bei Kasetsart nicht verlängert. Im gleichen Monat unterschrieb er einen Vertrag beim Drittligisten Mahasarakham FC. Mit dem Verein aus Maha Sarakham spielt er in der North/Eastern Region der Liga. Am Ende der Saison wurde er mit dem Verein Meister der Region. In den Aufstiegsspielen zur zweiten Liga konnte man sich jedoch nicht durchsetzen. Die Saison 2023/24 wurde man Vizemeister der Region. In den Aufstiegsspielen konnte man sich durchsetzen und stieg in die zweite Liga auf. Nach 32 Ligaspielen wurde sein Vertrag im Sommer 2024 nicht verlängert. Im Juli 2024 nahm ihn der Erstligaabsteiger Trat FC unter Vertrag.

## Erfolge
Mahasarakham FC
- Thai League 3 – North/East: 2022/23